# Forza Motorsport 3
Forza Motorsport 3 — компьютерная игра в жанре гоночного симулятора, разработанная студией Turn 10 Studios и изданная на Xbox 360. Игра вышла в октябре 2009 года и является третьей игрой в серии Forza Motorsport.

## Обзор
Forza Motorsport 3 — реалистичный автосимулятор на Xbox 360, сиквел к Forza Motorsport (Xbox) и Forza Motorsport 2 (Xbox 360). Игра включает в себя более 400 изменяемых автомобилей (более 500 автомобилей в версии Ultimate Collection) от 50 производителей и более 100 различных гоночных трасс с возможностью одновременного участия в заездах до восьми автомобилей. Каждая машина в игре содержит в десять раз больше полигонов, чем в Forza Motorsport 2. Эти автомобили варьируются от серийных автомобилей до гоночных автомобилей.

## Игровой процесс
Игра включает вид от первого лица, детализированное шасси, реалистичное скольжение, и, впервые в серии, SUVы, так называемые «паркетники». Более того, в игру включена возможность изменять окраску спортивных автомобилей, в то время как в Forza Motorsport 2 окрашивать можно было только серийные версии. Так же включена возможность записи внутриигрового видео и помещения его на сайт Forza Motorsport. Forza Motorsport 3 поставляется на двух дисках, но запускается целиком с одного; второй диск поставляется как «installation disc», устанавливающийся на HDD, включающий 104 дополнительных автомобиля, которые в конце концов составляют 405 автомобилей в игре, и несколько трасс. В общей сложности установленные компоненты занимают 1,9 Гб.

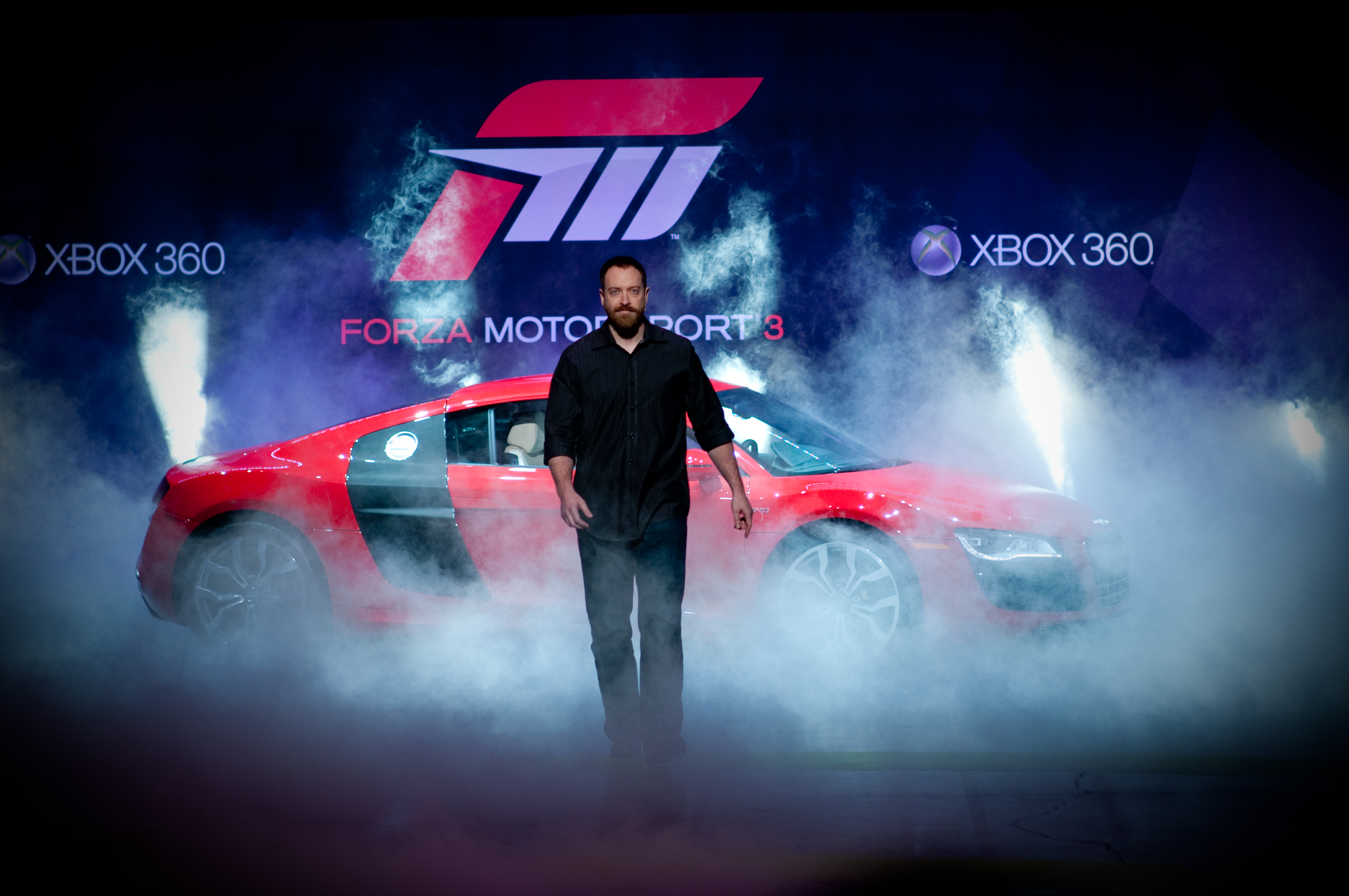
Дэн Гринуолт рассказывает о Forza Motorsport 3 на выставке E3 2009

Новый одиночный режим игры позволяет игроку ориентироваться по гоночному календарю, который включает более чем 200 различных событий/состязаний, включая круговые гонки, овал, дрэг, дрифт и состязания на время; календари не будут повторяться. Также, Turn 10 Studios отметила, что Circuit de la Sarthe (который используется для гонок класса Le Mans 24 Hour Race) включена в список трасс.
В дополнение, онлайновый мультиплеер позволяет редактировать правила гонки. Новые Xbox Live доски почёта показывают не только величайших гонщиков, но так же самых активных и стильных тюнеров в сообществе.
На E3 2009 Microsoft Press Conference Turn 10 упомянула о функции перемотки времени (похожей на «флешбек» в Race Driver: GRID), но не раскрывала конкретных деталей. Позже студия пояснила, что она позволяет игроку вернуть время вспять, чтобы исправить ошибки, сделанные во время гонки на трассе. Функция перемотки времени не имеет ограничений на количество раз использования, но после её применения игрок должен подождать 30 секунд, прежде чем снова сможет перематывать время. Это одна из множества вспомогательных функций в Forza Motorsport 3.
Во время другого интервью на E3 2009, директор Дэн Гринуолт (англ. Dan Greenawalt) объяснил, что улучшенный физический движок будет включать износ резины и возможность разворота/переворота машины. Также он добавил, что присутствует система «давления» на ИИ, который, зависимо от выбранного уровня сложности, будет совершать ошибки. В дополнении к ИИ и физике, новый графический движок включает в 10 раз больше полигонов в каждую модель автомобиля, рельефное текстурирование и разрешение текстур в четыре раза больше, чем ранее. Игра запускается в режиме 60 кадров в секунду. В интервью указывались доски лидеров лучших тюнеров. Будет видеоредактор. Дэн Гринуолт заявил что Project Blackjack, команда сделавшая трейлер для E3, использовала capture cards. Видеоредактор гарантирует игрокам больше возможностей.

## Xbox Live
Forza Motorsport 3 будет включать в себя огромное количество контента Xbox Live и опций, доступных игрокам в сетевом режиме. Всё будет доступно в обновлённом «storefront», который был разработан для Forza Motorsport 3. Это позволит игрокам создавать дизайны для автомобилей, внутренние установки, которые можно дарить и продавать через «storefront» другим игрокам. Storefront не доступен игрокам с Xbox Live Silver аккаунтом.

## Доступные комплектации
Доступно две версии Forza Motorsport 3: Стандартный и Ограниченный комплект. Стандартный комплект включает только саму игру и руководство пользователя, в то время как Ограниченный (Limited Edition) комплект игры включает в себя:
- Фирменный USB-флеш-накопитель с логотипом Forza Motorsport 3
- VIP Статус на игровом аукционе, в Storefront(Витрина) и на форумах forzamotorsport.net; пять автомобилей в игре доступно только для игроков с VIP статусом (в русской версии отсутствует).
- Эксклюзивный пакет из пяти автомобилей, модернизированных и окрашенных вручную[11] by Turn 10 Studios
- Брелок
- Тема Forza Motorsport 3 для системы Xbox 360

17 сентября 2009 года Microsoft анонсировала специальную ограниченную серию Xbox 360 для Forza Motorsport 3. Особенности: жёсткий диск объёмом 250Гб, два беспроводных геймпада, Xbox 360 headset и стандартный комплект игры.

## Саундтрек
В декабре 2009 года, саундтрек Forza 3, написанный Лэнсом Хайесоом (известный как DJ «Drunken Master»), был представлен в розничной продаже и в качестве цифровой дистрибуции в Sumthing и ITunes. Версия, использованная в игре, содержит 18 треков и более 90 минут музыки, наряду с другим порядком воспроизведения.
| №                   | Название                | Длительность |
| ------------------- | ----------------------- | ------------ |
| 1.                  | «Riding the Rail»       | 4:54         |
| 2.                  | «Visual Installation»   | 5:39         |
| 3.                  | «Japanese Four Star»    | 4:50         |
| 4.                  | «Base Telemetry»        | 5:35         |
| 5.                  | «Additional Controller» | 5:22         |
| 6.                  | «Superleggera»          | 5:32         |
| 7.                  | «Dialed-In»             | 5:42         |
| 8.                  | «Elapsed Time»          | 5:29         |
| 9.                  | «Van Air»               | 5:29         |
| 10.                 | «Road Side»             | 5:13         |
| 11.                 | «This Final Lap»        | 5:34         |
| 12.                 | «X Track»               | 6:34         |
| Общая длительность: | Общая длительность:     | 65:53        |

## Рецензии
| Сводный рейтинг       | Сводный рейтинг     |
| Агрегатор             | Оценка              |
| --------------------- | ------------------- |
| GameRankings          | 92,26 %             |
| Metacritic            | 92/100 (90 обзоров) |
| Иноязычные издания    |                     |
| Издание               | Оценка              |
| CVG                   | 9/10                |
| Edge                  | 9/10                |
| Eurogamer             | 9/10                |
| G4                    | [ 18 ]              |
| Game Informer         | 8,5/10              |
| GamePro               | [ 20 ]              |
| GameSpot              | 9,5/10              |
| GameSpy               | [ 22 ]              |
| GamesRadar+           | 10/10               |
| GameTrailers          | 9,2/10              |
| IGN                   | 9,4/10              |
| OXM                   | 9,5/10              |
| TeamXbox              | 9,5/10              |
| Русскоязычные издания |                     |
| Издание               | Оценка              |
| «Игры Mail.ru»        | 8,5/10              |

Forza 3 оказался коммерчески успешным проектом и заслужил похвалы критиков. Критики горячо приветствовали безграничную способность игры приспосабливаться к запросам каждого конкретного потребителя и повышенную степень реализма. Издание IGN назвало Forza 3 «одной из лучших гоночных игр, которые когда-либо выпускались». Критиковали в основном за нехватку ботов-соперников на дорожке (их только семь), незначительные визуальные сбои и за то, что обзор из кабины водителя расположен слишком близко к рулевому колесу. Однако последнее игрок может отрегулировать сам, меняя настройки под себя.

### Награды
- В 2009 Spike Video Game Awards, Forza 3 была признана лучшей Гоночной игрой (the Best Driving Game).
- Forza 3 получил награду Gamespot «Driving Game of the Year» за 2009 год.
- Forza 3 получил 9.5/10 и выбор редакторов Gamespot 2009.
- Forza 3 получил «Recommended Award» в IT Reviews[29].
- IGN удостоил Forza 3 звания лучшей гоночной игры года для Xbox 360[30].
- Forza 3 was given G4TV’s Best Racing Game of 2009 award[31].
- CNNTech назвал Forza 3 лучшей гоночной игрой 2009 года[32].
- Forza 3 была номинирована как лучшая игра года для Xbox 360 по версии GameSpot.
- Forza 3 получил 2009 «Crystal Award», как лучший автосимулятор игра года[33].